# This Is Heaven
This Is Heaven è un singolo del cantante statunitense Nick Jonas, pubblicato come secondo estratto dal suo quarto album da solista Spaceman.

## Descrizione
La critica definisce il brano come una traccia R&B il cui testo costituisce un'ode sognante dedicata ad una persona amata, molto probabilmente la moglie di Jonas Priyanka Chopra.

## Promozione
Il brano è stato presentato dal vivo per la prima volta il 27 febbraio 2021 durante la trasmissione televisiva Saturday Night Live, in cui Jonas era contemporaneamente conduttore e ospite musicale. Il venerdì successivo, il 4 marzo 2021, This Is Heaven è stato pubblicato come singolo. Il relativo videoclip è stato pubblicato il 17 marzo 2021.